# تعظیم کن (ترانه مدونا)
«تعظیم کن» (به انگلیسی: Take a Bow) تک‌آهنگی از هنرمند اهل ایالات متحده آمریکا مدونا است که در سال ۱۹۹۴ میلادی منتشر شد. این تک‌آهنگ در آلبوم قصه‌های وقت خواب قرار داشت.